# Werner Friese
Werner Friese (30. března 1946, Drážďany – 28. září 2016) byl východoněmecký fotbalový brankář. Zemřel 28. září 2016 ve věku 70 let na rakovinu.

## Fotbalová kariéra
V východoněmecké oberlize chytal za 1. FC Lokomotive Leipzig a Chemie Böhlen, nastoupil ve 184 utkáních. V Poháru vítězů pohárů nastoupil v 6 utkáních a v Poháru UEFA nastoupil v 11 utkáních. Byl členem reprezentace Východního Německa (NDR) na Mistrovství světa ve fotbale 1974, ale do utkání nenastoupil. Za reprezentaci nikdy nenastoupil, 10krát nastoupil za tým do 21 let.

## Ligová bilance
| Ročník          | Zápasy | Góly | Klub                     |
| --------------- | ------ | ---- | ------------------------ |
| I. liga 1968/69 | 19     | 0    | 1. FC Lokomotive Leipzig |
| I. liga 1970/71 | 24     | 0    | 1. FC Lokomotive Leipzig |
| I. liga 1971/72 | 26     | 0    | 1. FC Lokomotive Leipzig |
| I. liga 1972/73 | 13     | 0    | 1. FC Lokomotive Leipzig |
| I. liga 1973/74 | 26     | 0    | 1. FC Lokomotive Leipzig |
| I. liga 1974/75 | 13     | 0    | 1. FC Lokomotive Leipzig |
| I. liga 1975/76 | 26     | 0    | 1. FC Lokomotive Leipzig |
| I. liga 1976/77 | 24     | 0    | 1. FC Lokomotive Leipzig |
| I. liga 1977/78 | 9      | 0    | 1. FC Lokomotive Leipzig |
| I. liga 1978/79 | 1      | 0    | 1. FC Lokomotive Leipzig |
| I. liga 1981/81 | 3      | 0    | Chemie Böhlen            |
| CELKEM I. liga  | 184    | 0    |                          |